# Forpini
Forpini – monotypowe plemię niewielkich ptaków z podrodziny papug neotropikalnych (Arinae) w rodzinie papugowatych (Psittacidae).

## Zasięg występowania
Plemię obejmuje gatunki występujące w Ameryce.

## Morfologia
Długość ciała 12–15 cm; masa ciała 20–37 g.

## Systematyka

### Etymologia
- Forpus: etymologia nieznana; być może nazwa pochodzi od gr. φορεω phoreō „posiadać” i πους pous „stopa”, w odniesieniu do zręcznych palców u wróbliczek. Prestwich w 1963 roku[6] sugeruje, że nazwa ta jest anagramem łac. profus „rozłożony”, od profundere „rozciągnąć na całej długości”, w odniesieniu do krótkiego, klinowatego ogona[7].
- Psittacula: nowołac. psittacula „papużka”, od zdrobnienia łac. psittacus „papuga”, od gr. ψιττακος psittakos „papuga”[8]. Gatunek typowy: Psittacus passerinus Linnaeus, 1758.

### Podział systematyczny
Do plemienia należy jeden rodzaj z następującymi gatunkami:
- Forpus modestus (Cabanis, 1849) – wróbliczka amazońska
- Forpus cyanopygius (Souancé, 1856) – wróbliczka turkusowa
- Forpus crassirostris (Taczanowski, 1883) – wróbliczka Taczanowskiego
- Forpus xanthopterygius (von Spix, 1824) – wróbliczka niebieskoskrzydła
- Forpus spengeli (Hartlaub, 1885) – wróbliczka niebieskorzytna
- Forpus passerinus (Linnaeus, 1758) – wróbliczka zielonorzytna
- Forpus conspicillatus (Lafresnaye, 1848) – wróbliczka modrobrewa
- Forpus coelestis (Lesson, 1847) – wróbliczka zielonolica
- Forpus xanthops (Salvin, 1895) – wróbliczka żółtolica